# Loum
Loum é uma cidade dos Camarões localizada na província de Litoral.